# Live Acoustic (EP de Dua Lipa)
Live Acoustic es un EP acústico y en vivo de la cantante albano-británica Dua Lipa, lanzado el 8 de diciembre de 2017 a través de descarga digital y streaming. Incluye covers acústicos en vivo de canciones de The Beatles, Amy Winehouse y Etta James, así como una versión acústica de piano en vivo de su propio sencillo «New Rules». Las versiones de «Golden Slumbers», «Tears Dry on Their Own» y «I'd Rather Go Blind» se lanzaron a principios de 2017 en YouTube, pero no estuvieron disponibles a la venta hasta que se incluyeron en el EP. La cantante lanzó el EP como una sorpresa para celebrar el fin de año.

## Lista de canciones
Créditos adaptados de Apple Music.

| Live Acoustic |                                                              |          |  |
| N.º           | Título                                                       | Duración |  |
| 1.            | «Golden Slumbers» (acústico)                                 | 1:50     |  |
| 2.            | «In the Room: Tears Dry on Their Own» (acústico con Gallant) | 3:16     |  |
| 3.            | «I'd Rather Go Blind» (en vivo)                              | 2:36     |  |
| 4.            | «New Rules» (acústico con piano en vivo)                     | 3:29     |  |